# Наступальний реалізм
Наступальний реалізм - це структурна теорія, що належить до неореалістичної школи думки, висунутої Джоном Мірсхаймером  у відповідь на оборонний реалізм . Наступальний реалізм стверджує, що анархічна природа міжнародної системи відповідає за просування агресивної поведінки держави в міжнародній політиці. Він принципово відрізняється від оборонного реалізму тим, що зображує великі держави як ревізіоністів, що максимізують владу, привілейовуючи передачу доларів і саморекламування стратегій балансування в їх послідовній меті домінувати в міжнародній системі. Ця теорія вносить важливий альтернативний внесок у вивчення та розуміння міжнародних відносин, але все ж таки залишається предметом критики. 

## Теоретичні витоки
Наступальний реалізм - видатна теорія міжнародних відносин, що належить до "реалістичної школи думки", яка включає різні субтренди, що характеризуються різними перспективами представницьких вчених, таких як Роберт Гілпін, Рендалл Швеллер, Ерік Дж. Лабс і Фарід Закарія .  На сьогоднішній день найважливішим варіантом наступального неореалізму є варіант Дж. Дж. Мірсхаймера, який повністю розроблено в його книзі «Трагедія політики великої держави» .  Хоча наступальна теорія неореалізму Мірсгеймера повторює та ґрунтується на певних припущеннях, викладених класичними реалістами, вона повністю відходить від цієї галузі, використовуючи позитивізм як філософію науки та додаючи системно-орієнтований підхід до вивчення поведінки держави в міжнародній політиці на основі структура міжнародної системи.    Відповідно, його наступальний неореалізм стосується підгалузі неореалізму поряд з іншими структурними теоріями, такими як оборонний реалізм . 

## Основні догмати
Теорія ґрунтується на п'яти основних припущеннях, подібних до тих, що лежать в основі захисного неореалізму Кеннета Вальса . Це:  
1. Великі держави є головними суб'єктами світової політики, а міжнародна система - анархічною
2. Усі держави володіють деякою наступальною військовою спроможністю
3. Держави ніколи не можуть бути впевнені в намірах інших держав
4. Держави є основною метою виживання
5. Держави - це раціональні суб'єкти, здатні придумати обґрунтовані стратегії, які максимально збільшують їхні перспективи на виживання

Як і оборонний неореалізм, наступальний реалізм є анархічною міжнародною системою, в якій раціональні великі держави, не впевнені в намірах інших держав і здатні до військового наступу, прагнуть вижити.   Хоча спочатку був розроблений на основі подібних пропозицій до оборонного неореалізму, наступаючий неореалізм Мірсгеймера просуває кардинально різні прогнози щодо поведінки великої влади в міжнародній політиці.   Головним чином, це відрізняється від оборонного неореалізму щодо накопичення влади, якою держава повинна володіти, щоб забезпечити свою безпеку, і видача держав-стратегій прагне досягти цього задовільного рівня безпеки. Зрештою, наступальний неореалізм Мірсгеймера малює набагато песимістичнішу картину міжнародної політики, яка характеризується небезпечною конкуренцією міждержавної безпеки, що може призвести до конфлікту та війни.  

### Стани квоти проти максимізації станів
Наступальний неореалізм Джона Мірсхаймера має намір виправити "статус-кво упередженість" оборонного неореалізму Кеннета Вальса.   Незважаючи на те, що обидва неореалістичні варіанти стверджують, що держави в першу чергу переймаються максимізацією їх безпеки, вони не погоджуються з приводу кількості необхідної в процесі влади. На противагу оборонному неореалізму, згідно з яким держави є статусом кво, що прагнуть лише зберегти свої відповідні позиції в міжнародній системі, підтримуючи пануючий баланс сил   наступальний неореалізм стверджує, що держави насправді максимізують владу ревізіоністи, що переймають агресивні наміри. Дійсно, при наступальному неореалізмі міжнародна система надає великим державам сильні стимули вдаватися до наступальних дій з метою підвищення їх безпеки та забезпечення їх виживання.  
Міжнародна система, що характеризується анархією (відсутність центрального органу, здатного застосовувати правила та карати агресорів) та невизначеності щодо намірів держави та наявних наступальних військових можливостей, змушує держави постійно боятися один одного і вдаватися до механізмів самодопомоги, щоб забезпечити їх виживання.  Для того, щоб полегшити цей страх перед агресією кожен з них, держави завжди прагнуть максимізувати власну відносну владу, визначену з точки зору матеріальних можливостей. Як зазначає Мірсхаймер: "вони шукають можливості змінити співвідношення сил шляхом придбання додаткових приростів влади за рахунок потенційних конкурентів"  оскільки "чим більше військова перевага однієї держави над іншими державами, тим безпечніше Це є".  Держави прагнуть збільшити свою військову силу на шкоду іншим державам у системі з гегемонією - вважаючи єдиною великою силою в державній системі - як свою кінцеву мету. 
Джон Мірсхаймер підсумував цю точку зору так: "великі держави визнають, що найкращий спосіб забезпечити їхню безпеку - досягти гегемонії зараз, тим самим виключаючи будь-яку можливість виклику іншої великої держави. Лише оманливий стан дасть можливість стати гегемоном у системі, оскільки він вважає, що він вже має достатню силу для виживання.  " Відповідно, наступальні неореалісти, такі як Мірсхаймер, вважають, що найкраща стратегія держави щодо підвищення своєї відносної сили до досягнення гегемонії - покладатися на наступальну тактику. За умови, що для них раціонально діяти агресивно, великі держави, ймовірно, будуть проводити експансіоністську політику, що наблизить їх до гегемонії. Оскільки глобальної гегемонії майже неможливо досягти через обмеження прогнозування потужності в океанах та сил відплати, найкращим кінцевим статусом гри можна сподіватися, що це регіональний гегемон, що домінує над своїм географічним районом.   Цей невблаганний прагнення влади по суті породжує стан "постійної конкуренції за безпеку, з можливістю війни завжди на задньому плані".  Тільки після досягнення регіональної гегемонії великі держави стають статусом-кво. 

### Балансування проти переходу доларів
Наголос наступального неореалізму ставить на гегемонію, оскільки кінцева мета держав стоїть на різкому контрасті з оборонною вірою неореалізму, що виживання держави може бути гарантоване в певний момент, що не відповідає гегемонії. В умовах оборонного неореалістичного мислення прирост безпеки шляхами накопичення енергії в кінцевому підсумку відчуває зменшення граничної віддачі, коли витрати врешті перевищують користь.  Оборонний неореалізм свідчить про те, що в умовах анархії існує сильна схильність держав до участі в балансуванні - держави, що несуть пряму відповідальність за підтримку існуючого балансу сил - проти загрозливих держав, що шукають владу, що, в свою чергу, може досягти успіху "поставити під загрозу саме виживання максимізуючого стану ".  Цей аргумент стосується також поведінки держави щодо найпотужнішої держави міжнародної системи, оскільки оборонні неореалісти відзначають, що надмірна концентрація влади самовиражається, викликаючи врівноваження противаг.   
Мірсхаймер кидає виклик цим твердженням, аргументуючи те, що досить важко оцінити, коли держави досягли задовільного обсягу влади, не вистачає гегемонії, і дорого покладатися на балансування як ефективний метод перевірки потужності через проблеми колективних дій .   За його словами, коли велика держава опиняється в оборонній позиції, намагаючись не допустити, щоб суперники здобували владу за рахунок своїх коштів, вона може вибрати участь в балансуванні або втрутитися, віддаючи перевагу передачі коштів - передаючи відповідальність діяти на інші держави, залишаючись у кулуарах. 
Для того, щоб визначити обставини, в яких великі держави поводяться згідно з тими чи іншими, Мірсхаймер будує оборонний неореалізм Вальса, включаючи другу зміну - географію - поряд із розподілом влади. З одного боку, вибір між балансуванням і передачею коштів залежить від того, чи має анархічна міжнародна система біполярна, врівноважена або неврівноважена багатополярна архітектура. З іншого боку, державне географічне положення з точки зору розподілу кордонів та зупинки потужності води також впливає на перевагу стратегій великих держав. Ці дві змінні у поєднанні разом дозволяють йому встановити, що великі сили мають перевагу - протилежне оборонним прогнозам неореалізму - перехід доларів за балансування у всіх випадках багатополярності, крім тих, що включають потенційного гегемона.   
Відповідаючи на захисну позицію неореалістів щодо поведінки держави щодо найпотужнішої держави міжнародної системи, Мірсхаймер вважає, що країни, що загрожують, неохоче братимуть участь у балансуванні між потенційними гегемонами, але врівноважуючі коаліції навряд чи сформуються проти великої сили, яка досягла регіональної гегемонії.  Цей брак збалансованості найкраще пояснюється нещодавно придбаним статусом регіонального гегемона, що випливає з географічних обмежень щодо його здатності прогнозувати потужність.   Замість того, щоб покладатися на наступальні дії, регіональний гегемон опиняється в оборонній позиції, прагнучи запобігти загрозам своєму гегемонічному статусу, запобігаючи зростанню будь-яких однолітків-конкурентів в інших районах. Як такий, він буде вести себе як офшорний балансир, передаючи кошти місцевим сусідам потенційного гегемона і залучаючи до балансування лише в крайньому випадку. 

## Внески та критика
Наступальний неореалізм Мірсхаймера є важливим внеском у теорію міжнародних відносин, але також викликав важливу критику. Хоча наведені нижче матеріали та критики дають хороший зразок внесків теорії та виду аргументів, які були висловлені проти неї, перелік у жодному разі не повинен вважатися вичерпаним. 

### Теоретичні входи
По-перше, вчені вважають, що наступальний неореалізм Мірсгеймера надає альтернативне доповнення до оборонного неореалізму Вальса. Теорія додає аргументації оборонних неореалістів, що структура міжнародної системи обмежує поведінку держави. Встановивши виправлення упередженості статусного кво, що стосується оборонного неореалізму, стверджуючи, що анархія також може породжувати стимул для держав максимізувати свою частку влади, наступальний неореалізм вирішує аномалії, які теорія Вальца не може пояснити. В основному, теорія здатна дати пояснення кількості конфліктів, що виникають між державами міжнародної системи. Як стверджує Снайдер, наступальний неореалізм Мірсгеймера "розширює сферу неореалістичної теорії, надаючи теоретичне обгрунтування поведінки ревізіоністських держав ". 
Більше того, ця взаємодоповнюваність може означати теоретичний взаємозв'язок з двома теоріями, що працюють поперемінно, щоб пояснити поведінку держави, тим самим дозволяючи створити більш повну структурну реалістичну теорію, яка може більш точно пояснювати як оборонну, так і наступальну поведінку держави.  По-друге, ці вчені підтримують аргумент, що наступальний неореалізм Мірсгеймера суттєво сприяє теорії зовнішньої політики та теорії альянсів. Більш конкретно, теорія Мірсхаймера йде на крок далі, ніж структурний оборонний реалізм, успішно теоретизуючи як міжнародну, так і зовнішню політику. 
На відміну від відмови Вальса від оборонного неореалізму як теорії, здатної пояснити зовнішню політику на вершині міжнародної політики,   наступальний неореалізм включає пояснення як міжнародних результатів, що стосуються системного рівня аналізу, так і поведінки окремих держав.   Крім того, включення нових змінних, таких як географія, поряд із розподілом влади, збільшує потенціал наступального неореалізму робити конкретні припущення щодо здійснення державою агресивних дій та вдаватися до балансування та передачі коштів. 

### Теоретичні вади
Для початку науковці вказали кілька логічних питань у наступальному неореалізмі Мірсгеймера. Снайдер відкидає погляд Мірсгеймера на дилему безпеки як "синоптичний вислів наступального реалізму".   Він стверджує, що наступальний неореалізм позиції всіх держав як ревізіоністів усуває центральну пропозицію - невизначеність намірів інших держав - на якій базується вся дилема безпеки. Агресивні заходи великих держав щодо максимальної їх безпеки загрожують іншим, що призводить до фактично виправданої конкуренції в галузі безпеки між державами, а не до непотрібної, заснованої на гіпотетичних загрозах.  Тофт вказує на недоліки, що стосуються рівня аналізу наступального неореалізму. За його словами, включення неструктурної змінної географії для пояснення поведінки великої влади зміщує фокус аналізу теорії з загальносистемної динаміки на регіональну. Розглядаючи теорії регіональної безпеки в галузі, він також стверджує, що наступальний неореалізм не дозволяє чітко визначити, що являє собою регіон з такими суб'єктами, як Європа чи Північно-Східна Азія (сприйнято) як належне, залишаючи місце для наукового несхвалення. 
Крістофер Лейн далі висвітлює проблеми, пов'язані з географічною змінною. Він критикує міркування Мірсгеймера, згідно з якими "зупиняюча сила води" заважає великій державі досягти глобальної гегемонії, оскільки це обмеження, здається, не застосовується у випадку здатності суперника, що розвивається, здійснювати вплив за межами власного сусідства. Як стверджує Лейн, "очевидно, вода заважає США нав'язувати свої повноваження іншим у віддалених регіонах, але це не заважає їм загрожувати американському примату в Західній півкулі".  Більше того, він вважає, що класифікацію регіональних гегемонів як правомочності статусу наступального реалізму важко узгодити з акцентом теорії на великих державах як невгамовних максимізаторів влади. У цьому сенсі Лейне ставить під сумнів здатність обмеження води перетворювати стан, що збільшує потужність, у статус-кво, і суперечить Мірсхаймеру, стверджуючи, що регіональний гегемон залишається підданим пошукам безпеки, тим самим прагнучи досягти глобальної гегемонії. 
Друга група критики стосується проблеми обмежувальної уваги наступального неореалізму. Науковці розкритикували теорію Мірсгеймера за те, що вона не врахувала внутрішню політику. Не приділяється уваги внутрішньополітичному функціонуванню зростаючої влади, її економіці чи суспільству, які відіграють певну роль у процесі прийняття рішень, у свою чергу впливаючи на її поведінку в міжнародній політиці.   Більше того, Снайдер стверджує, що не береться до уваги транснаціональні загрози, такі як тероризм, і що акцент Мірсхаймера на безпеці змушує його ігнорувати інтереси держав, які не є безпекою, такі як ідеологія, національне об'єднання та права людини, як найважливіший аспект міжнародної політики поряд із владною конкуренцією. .  Крім того, Тофт вказує, що концентрація Мірсгеймера на військових можливостях і видачі державних можливостей для територіального завоювання означає ризик того, що його аналізи пропускають безліч інших способів завоювання та здійснення впливу.  Так само політологи, основним напрямком яких є торгуючі моделі міжнародного конфлікту, зазначають, що наступальний неореалізм ігнорує той факт, що війна дорога.  Оскільки ці витрати в свою чергу роблять війну неефективною, держави (навіть ті, хто не має гегемонії) стимулюють будувати вигідні поселення. Наприклад, у біполярному світі з розбиттям потужності 70% -30%, держави вважають за краще аналогічно пропорційне розподіл ресурсів, а не дещо з цих ресурсів знищуються в ході боїв. Через цю неефективність - загадку неефективності війни - постійні бої, які Мірсхаймер пропонує, фактично зробили б держави менш безпечними, оскільки багаторазові витрати на боротьбу зрештою виснажують всю владу цієї держави. 
Найголовніше, що вчені поставили під сумнів емпіричну обґрунтованість та здатність прогнозування, що, в свою чергу, може негативно вплинути на обгрунтованість приписів наступального неореалізму щодо поведінки держави в міжнародній політиці. Окрім згадування теорії про неврахування територіальних придбань Японії XX століття, продовження НАТО чи не досягнення Німеччиною регіональної гегемонії в епоху після холодної війни   вони також висловлювали серйозні сумніви щодо наступальних поглядів на неореалізм. про зростання сили Китаю та регіональну гегемонію США. За їх словами, немає підстав вважати, що Китай як раціональна держава, яка хоче забезпечити своє виживання, буде прагнути гегемонії, а не покладатися на механізми співпраці.   Вони аналогічно суперечать аргументам Мірсгеймера стосовно США. По-перше, слабке протистояння або врівноваження неефективності, а не географічні обмеження, приймаються як пояснення унікальності регіональної гегемонічної позиції Сполучених Штатів.  
Тофт і Лейне йдуть на крок далі, стверджуючи, що Мірсхаймер неправильно оцінює Сполучені Штати як регіональний гегемон, який займається офшорним балансуванням. Замість того, щоб бути регіональним гегемоном зі стратегічною метою домінувати над Західною півкулею, запобігаючи при цьому зростання рівних конкурентів у Європі та Північно-Східній Азії, ці вчені вважають, що емпіричні дані вказують на те, що США прагнули і досягли глобальної гегемонії, яка у свою чергу упереджує прогнози Мірсгеймера щодо майбутньої стратегічної поведінки США, головним чином з точки зору його військової участі за кордоном.  
Більш фундаментальні зауваження до наступального реалізму надходили від Шипінг Танга, "Страх у міжнародній політиці: дві позиції", International Research Review 10 (2008): 451–71; and idem, "Соціальна еволюція міжнародної політики: від Мірсхаймера до Джервіса",  16, 1 (2010): 31–55. Перша стаття Танга стверджує, що логіка Мірсгеймера є хибною, оскільки його п’ять припущень не можуть призвести до його висновку. Друга стаття Танга стверджує, що оскільки міжнародна система завжди була еволюційною, ні наступальний реалізм, ні оборонний неореалізм не мають претензії бути теорією для всієї людської історії: два реалізму є теоріями для різних епох людської історії. 

## Подальше читання
- Роберт Гіплін, «Війна і зміни у світовій політиці» (Кембридж: Кембриджський університетський прес, 1981).
- Рендалл Л. Швеллер, "Налагодження прибутків: повернення держави-ревізіоніста", Міжнародна безпека 19   : 1 (1994): 72–107.
- Fareed Zarkaria, від багатства до влади: незвичайні джерела світової ролі Америки (Прінстон: Princeton University Press, 1998).